# Cyk (województwo wielkopolskie)
Cyk – niewielka wieś w Polsce położona w województwie wielkopolskim, w powiecie pilskim, w gminie Szydłowo. Miejscowość wchodzi w skład sołectwa Kotuń.
Przez wieś przebiega droga łącząca Kotuń z Dolaszewem.
Istniał tu królewski młyn Klapsztyn, należący do starostwa ujskiego, pod koniec XVI wieku leżał w powiecie poznańskim województwa poznańskiego. W latach 1975–1998 miejscowość należała administracyjnie do województwa pilskiego.